# Samuel Oliech
Samuel Oliech (15 de dezembro de 1993) é um jogador de rugby sevens queniano.

## Carreira
Samuel Oliech integrou o elenco da Seleção Queniana de Rugbi de Sevens, na Rio 2016, que foi 11º colocada.